# Kallithea (Chalkidiki)
Kallithea (griechisch Καλλιθέα (f. sg.); wörtl. Übersetzung ‚gute Aussicht‘) ist eine Ortschaft auf der griechischen Halbinsel Chalkidiki. Sie besteht aus dem eigentlichen Ort Kallithea (1.179 Einwohner) und dem Dorf Solina (38 Einwohner). Kallithea liegt an der Ostküste der Halbinsel Kassandra zwischen ihrem nördlichen und südlichen Ende an der Toroneos-Bucht. Kallithea liegt 3 km südlich von Afytos, 73 km Luftlinie (ca. 110 km Straßenentfernung) südöstlich von Thessaloniki und ca. 25 km südöstlich von Nea Moudania.
Das Gebiet des heutigen Kallithea war bereits im 8. Jahrhundert vor Christus von Kolonisten der Insel Euböa besiedelt. Es war allerdings keine eigenständige Stadt oder Ortschaft, sondern gehörte zur Nachbarortschaft Afytos. Eine Siedlung war weder in der Antike noch in nachfolgender Zeit (im Gegensatz zu Afytos selbst) vorhanden. 1922 siedelten sich in Kallithea aus dem kleinasiatischen Siedlungsraum vertriebene Griechen nach der griechischen Niederlage im Griechisch-Türkischen-Krieg an.
Kallithea hat insbesondere in den 1970er Jahren seinen Aufschwung durch den Tourismus und den Verkehr genommen. Im Ortsgebiet von Kallithea wurden zwei große Hotelanlagen unmittelbar an das Meer gebaut. In den 1990er Jahren entwickelte sich gegenüber diesen beiden Hotels eine regelrechte Vergnügungsmeile in sehr kleinem Maßstab mit Diskotheken, Restaurants und Souvenir-Geschäften. Mit dem Bau der Ringstraße um Kassandra nahm Kallithea einen weiteren Aufschwung: die Ringstraße der Ostküste und die Ringstraße der Westküste vereinigen sich im Dorfzentrum von Kallithea.
Eine antike Sehenswürdigkeit in Kallithea ist der am Meer gelegene Tempel des Ammon Zeus. Ausgrabungsfunde von diesem Tempel befinden sich im Archäologischen Museum von Polygyros.
In Kallithea beginnt die alljährlich einmalig stattfindende Durchschwimmung des Toroneischen Golfs (24 km), welche in Nikiti endet.